# Юноко
Юноко (устар. Юмото, Юмато; яп. 湯ノ湖) — горное озеро на северо-востоке центральной части японского острова Хонсю. Располагается на территории префектуры Тотиги. Входит в состав национального парка Никко. Относится к бассейну реки Тоне. Сток из Юноко идёт на юг через реку Юкава, впадающую в озеро Тюдзендзи.
Юноко представляет собой мезотрофное озеро завального происхождения, находящееся на высоте 1475 м над уровнем моря между горами Тояма и Мицутаке. Площадь озера составляет 32 га, глубина достигает 12,5 м. Прозрачность воды — 2,1 м. Длина береговой линии — 3 км.
На северном берегу озера находится онсэн Юмото.